# Thương gia (phim)
Thương gia (phim) (tiếng Hàn: 상도; Hanja: 商道; Romaja: Sangdo; Tiếng Anh: Sangdo, Merchants of Joseon) là một bộ phim lịch sử cổ trang Hàn Quốc, kịch bản dựa theo cuốn tiểu thuyết The Merchant of Joseon, của nhà văn Choi In-ho (2000). Kể về câu chuyện của Im Sang-ok (1779–1855), a một nhà buôn sống ở triều đại Joseon Dynasty.
Bộ phim được đạo diễn bởi Lee Byung-hoon và có sự góp mặt của các diễn viên chính Lee Jae-ryong, Kim Hyun-joo, Jeong Bo-seok and Lee Soon-jae. Bộ phim dài 50 tập được chiếu từ ngày 15 tháng 10 năm 2001 tới ngày 2 tháng 4 năm 2002 và thứ hai và thứ ba hàng tuần vào lúc 9:55 p.m. KST trên MBC.

## Nội dung chính
Bộ phim đưa khán giả quay trở lại thế kỷ thứ 19, thời của nhà buôn Im Sang Ok kinh doanh buôn bán không chỉ khắp bán đảo Triều Tiên mà còn đem hàng hoá giao thương với Trung Quốc và Nhật Bản. Ông được người đời nhớ đến vì những thành tựu đáng nể trong lĩnh vực kinh doanh thương mại và vì triết lý sống nổi tiếng: “Tiền bạc chỉ như nước chảy, quan trọng hơn cả là cách sử dụng chứ không phải làm thế nào để có được nó”.
Cha của Im Sang Ok vốn bị làm vật thế thân cho một thương vụ buôn bán hàng quốc cấm, có sự liên kết giữa triều đình với bang chủ Sông Bang, một thương bang lớn của Bình Nhưỡng lúc bấy giờ. Kết quả là cha bị xử trảm, còn Im Sang Ok và các thành viên còn lại trong gia đình phải bị đi đày.
Kịch tính của bộ phim bắt đầu từ đó, nhất là từ khi lệnh lưu đày bị hủy bỏ, Im Sang Ok quyết định không theo con đường quan nghiệp mà tìm đến với bang chủ Mãn Thương, cũng là một thương bang lớn của Bình Nhưỡng, đang là đối thủ cạnh tranh với Sông Bang, để học nghề buôn bán với mục đích một ngày nào đó ông sẽ khiến chính bang chủ Sông Bang phải quỳ gối dưới chân ông để tạ tội và giải nỗi oan khuất cho cha mình.
Cuộc chiến diễn ra âm thầm nhưng quyết liệt giữa hai thương bang hàng đầu tại Bình Nhưỡng thông qua những cuộc đấu trí căng thẳng giữa Im Sang Ok, quản gia của Mãn Thương và Jung Chi Soo, quản gia của Sông Bang, hai con người trẻ tuổi, tiêu biểu cho hai quan niệm buôn bán trái ngược nhau: Một bên kiếm tiền bằng mọi giá còn một bên kiếm tiền nhưng vẫn giữ đạo lý làm người.

## Diễn viên

### Diễn viên chính
- Lee Jae-ryong trong vai Im Sang-ok
  - Maeng Se-chang as young Im Sang-ok lúc nhỏ.

Im Sang-ok là một nhà buôn sống trong triều đại của vua Sunjo (1779-1849), ông đã kiếm được rất nhiều tiền từ buôn bán nhân sâm.
- Kim Hyun-joo trong vai Park Da-nyung.

Park Da-nyung con giá duy nhất của bang chủ Sông Bang. Ở cô có kết có sự kết hợp của tài năng, trí thông mình và sắc đẹp. Cô đem lòng yêu Im Sang-ok và giúp đỡ Im Sang-ok trong quá trình buôn bán.
- Jeong Bo-seok trong vai Jung Chi-soo.

Jung Chi Soo vốn là quản gia của bang Mãn Thương, luôn lấy đồng tiền là mục đích chính. Chi Soo được bang chủ Sông Bang lôi kéo về làm cho mình.
- Lee Soon-jae trong vai Park Joo-myung.

Park Joo-myung là bang chủ của Sông Bang, cha của Park Da-nyung, một người với suy nghĩ "kiếm tiền bằng bất kỳ phương tiện nào là đức hạnh tốt nhất".
Ông có tham vọng thống trị mọi buôn bán ở Joseon.

### Diễn viên phụ
- Park In-hwan as Hong Deuk-joo.
- Hong Eun-hee as Mi-keum.
- Han Hee as Jang Mi-ryung.
- Kim Yoo-mi as Yoon Chae-yeon.
- Song Jae-ho as Lim Bong-huk.
- Na Moon-hee as Dama Han.
- Lee Hee-do as Heo Sam-bo.
- Jung Ho-keun as Jang Suk-joo.
- Jung Ki-sung as Kim Sat-kat.
- Lee Joo-hyun as Jang Myung-gook.
- Kim Se-joon as Bok Tae.
- Kim Yong-gun as Mo Ga-bi.
- Lee Kye-in as Bae Soon-tak.
- Park Jung-woo as Kim Dae-hwan.
- Park Young-ji as Park Jong-kyung.
- Jung Myung-hwan as Kim Doo-kwan.
- Seo Bum-shik as Lim Jin-han.
- Park Chan-hwan as Hong Dae-soo / Hong Kyung-rae.
- Na Sung-kyoon as Kim Tae-chul.
- Im Hyun-sik as Yang Soo-dong.
- Shin Gook as Hong Tae-joo.
- Choi Ran as Woo Yeo-ran.
- Maeng Sang-hoon as Steward Hwang.
- Jun Soo-yeon as Lim Sang-hee.
- Lee Ah-hyun as Cho Rae.
- Jung Sun-il as Sunjo.
- Lee Sook as Joo Mo.

## Phát sóng quốc tế
| Quốc gia    | Tên địa phương                            | Ngôn ngữ   | Kênh phát sóng | Ngày phát sóng | Ngày phát sóng | Thời gian phát sóng                         |
| Quốc gia    | Tên địa phương                            | Ngôn ngữ   | Kênh phát sóng | Bắt đầu        | Kết thúc       | Thời gian phát sóng                         |
| ----------- | ----------------------------------------- | ---------- | -------------- | -------------- | -------------- | ------------------------------------------- |
| Algeria     | التّاجر (rom. at-Tājir; lit. The Merchant) | Arabic     | A3             | 2017-08        | 2017-10        | Thứ bảy đến Thứ năm 2 p.m. CET              |
| Hong Kong   |                                           |            | Now 101        | 2012           |                |                                             |
| Iran        | تاجر پوسان (lit. The Merchant of Bosan)   | Persian    | IRIB Tamasha   |                |                |                                             |
| Japan       |                                           |            | BS Asahi       | 2013           |                |                                             |
| South Korea | 상도 (rom. Sangdo)                        | Korean     | MBC            | 2001-10-15     | 2002-04-02     | Thứ hai và hứ ba 9:55 p.m. KST              |
| Taiwan      |                                           |            | TTV            | 2008           |                |                                             |
| Vietnam     | Thương gia (lit. The Merchant)            | Vietnamese | HTV7           | 2005-12-30     |                | Thứ tư đến Thứ bảy hàng tuần 10:15 p.m. VST |
| Thailand    | อิมซังอ๊ก ยอดพ่อค้าหัวใจทระนง                   | Thai       | Channel 3      | 2007           |                | Thứ bảy và Chủ nhật 6 p.m. ICT              |
| Thổ Nhĩ Kỳ  | Tacir                                     | Turkish    | TRT 1          |                |                |                                             |